# 허건 (축구 선수)
허건(許建, 1988년 1월 3일 ~ )는 대한민국의 축구 선수이며 포지션은 미드필더이다. 현재 K3리그의 파주 시민축구단 소속이다.

## 축구인 경력

### 선수 경력
2009년 내셔널리그의 홍천 이두 FC에 입단하면서 커리어를 시작했다. 2009년 5월 2일에 열린 천안시청과의 경기에서 홍천 입단 이후 첫 골을 넣었다.
2010시즌을 앞두고 용인시청에 입단했다.
2011시즌을 앞두고 천안시청으로 이적했다.
2012년 부천 FC 1995에 입단하였으며 2013년 부천의 K리그 챌린지 입성으로 드래프트를 통해 부천에 우선지명되어 프로 무대에 데뷔하였다.첫 시즌 18경기에 출전하여 5골을 기록하는 준수한 활약을 펼쳤으나 구단으로부터 방출 통보를 받았다. 이후 이에 반발한 부천의 서포터즈들이 자발적으로 재계약 모금 운동을 펼쳐 무려 25,797,022원의 금액을 모아 구단에 전달하여 화제가 되었다.